# Believe (album Cher)
Believe è il ventitreesimo album in studio, nonché il più venduto, della cantante statunitense Cher, pubblicato in tutto il mondo il 10 novembre 1998 dalla Warner Music ed è dedicato all'ex marito Sonny Bono, morto quell'anno in un incidente sciistico.
L'album fu un grande successo commerciale: arrivò alla posizione numero 4 della classifica statunitense Billboard 200, alla posizione numero 1 in Germania, Austria, Nuova Zelanda, Danimarca e Portogallo, ed entrò nelle Top 10 di Italia, Regno Unito, Canada, Francia, Spagna e molti altri Paesi. Believe ha venduto complessivamente 22 milioni di copie nel mondo.
Believe fu il primo brano musicale a impiegare l'Auto-Tune.

## Antefatti e produzione
Dopo il moderato successo riscontrato dal precedente album It's a Man's World, la Warner persuase Cher ad incidere un album di musica dance. Inizialmente, la diva non era convinta di questa nuova direzione musicale, ma ne rimase entusiasta dopo aver ascoltato un remix dance della sua hit degli anni ottanta "We All Sleep Alone".
Cher iniziò le registrazioni di Believe nell'estate 1998 a Londra con i produttori Mark Taylor e Brian Rawling (che erano già stati collaboratori di Rob Dickins); altri produttori furono Todd Terry ("Taxi Taxi") e Junior Vasquez, che originariamente doveva contribuire a "Dov'è l'amore" ma quando questi spedì il lavoro prodotto da lui da New York, Dickens lo scartò e preferì affidare la produzione anche di questa canzone a Taylor e Rawling. Affiancò Cher anche la sua vecchia collaboratrice Diane Warren, che compose per lei "Takin' Back My Heart".
Per l'album furono incise due cover: "The Power" e "Love Is the Groove". L'album è concluso da un remix di "We All Sleep Alone", canzone originariamente contenuta nell'album del 1987 Cher.
La canzone Believe era stata scritta originariamente da Brian Higgins, Matt Gray, Stuart McLennen e Tim Powell, e circolava sotto forma di demo alla Warner Bros. già da mesi. La canzone subì ancora qualche "aggiustamento" a livello di composizione e produzione, fu incisa con l'approvazione di Cher e divenne la canzone di apertura dell'album, nonché il primo singolo.
All'inizio delle registrazioni Cher incise una cover di "Love Is in the Air", brano che aveva già cantato a cappella durante il talk show americano The Magic Hour nel 1997. La canzone fu mixata da Junior Vasquez ma non apparve sulla versione definitiva dell'album. È tuttavia reperibile sul web.
L'album costituì una nuova direzione musicale per Cher, visto anche l'utilizzo dell'Auto-Tune su alcune tracce, soprattutto nella title track.
A livello di contenuto dei testi, la maggior parte delle canzoni tratta il tema della fine dell'amore; si interrogano sulle possibilità degli amanti di "sopravvivere" alle grandi storie d'amore ("Believe"), proclamano la propria forza interiore di fronte all'abbandono del proprio partner ("Strong Enough"), chiedono una conferma dello stato della coppia ("All or Nothing") oppure si lanciano in una tormentata ricerca del significato dell'amore ("Dov'è l'amore"). A testi spesso appassionati e tormentati fanno da sfondo scatenate ritmiche disco dance.

## Accoglienza
| Recensione           | Giudizio |
| -------------------- | -------- |
| AllMusic             | [ 29 ]   |
| Entertainment Weekly | B−       |

L'album ricevette recensioni di vario tipo dalla critica musicale internazionale. Michael Gallucci di Allmusic definì Believe "l'ultima mossa da parco giochi" di Cher, mentre quest'ultima "si limita a spostarsi lungo questa fabbrica di beat con una monotona gamma vocale in una sorda sessione infinita e priva di personalità" e "con sicurezza, se non di cuore, si aggrappa alla fine", dando all'album due stelle e mezza su cinque.
La critica più ricorrente fu l'utilizzo dell'Auto-Tune che modificava la voce di Cher. Beth Johnson assegnò all'album la valutazione B, e lo paragonò a Ray of Light (1998) di Madonna: "Prima, questa accozzaglia dance copia Ray of Light; dopo, omaggia i giorni disco music di Donna Summer - quindi tutti e due contemporaneamente!", e concluse scrivendo: "Believe è tortuoso (e a volte pacchiano) da morire, ma bisogna amare quanto Cher sia più "Cher" che mai".

## Successo commerciale
L'album arrivò alla posizione numero 3 nella Australian Albums Chart, ottenendo la certificazione di doppio disco di platino dalla Australian Recording Industry Association (ARIA).
Believe arrivò alla posizione numero 1 nella New Zealand Albums Chart e fu certificate anche qui doppio platino.
Arrivò alla numero 2 della classifica album svedese, diventando disco di platino nel Paese. Risulta inoltre essere il 73º album più venduto di sempre in Svezia.
Raggiunse la posizione numero 5 della classifica album francese, e rimase in classifica per 47 settimane, diventando disco di platino in Francia.
Believe arrivò alla posizione numero 1 in Austria, e rimase in classifica per 37 settimane. È certificato doppio platino nel Paese.

## Premi e riconoscimenti
Nel 1999 l'album ricevette una nomination ai Grammy Awards nella categoria "Miglior Album Pop", mentre la title track fu nominata come "Registrazione dell'Anno" e vinse il Grammy come "Miglior Registrazione Dance".
Tra 1999 e 2000 Cher ricevette varie nomination e premi grazie all'album, tra cui il Billboard Music Award per la "Cantante Femminile dell'Anno".

## Tracce
1. Believe – 3:59 (Cher, Brian Higgins, Stuart McLennen, Paul Barry, Steven Torch, Matthew Gray, Timothy Powell)
2. The Power – 3:56 (Tommy Simms, Judson Spence)
3. Runaway – 4:45 (Mark Taylor, Paul Barry)
4. All or Nothing – 3:58 (Mark Taylor, Paul Barry)
5. Strong Enough – 3:43 (Mark Taylor, Paul Barry)
6. Dov'è L'Amore – 4:18 (Mark Taylor, Paul Barry)
7. Takin' Back My Heart – 4:32 (Diane Warren)
8. Taxi Taxi – 5:03 (Todd Terry, Mark Jordan)
9. Love Is the Groove – 4:31 (Betsy Cook, Bruce Woolley)
10. We All Sleep Alone (Todd Terry remix) – 5:10 (John Charles Barrett, Jon Bon Jovi, Richie Sambora)

## Classifiche

### Classifiche settimanali
| Classifica (1998-99) | Posizione massima |
| -------------------- | ----------------- |
| Australia            | 13                |
| Austria              | 1                 |
| Belgio (Fiandre)     | 3                 |
| Belgio (Vallonia)    | 3                 |
| Canada               | 2                 |
| Danimarca            | 1                 |
| Europa               | 1                 |
| Finlandia            | 4                 |
| Francia              | 5                 |
| Germania             | 1                 |
| Giappone             | 47                |
| Italia               | 6                 |
| Norvegia             | 4                 |
| Nuova Zelanda        | 1                 |
| Paesi Bassi          | 7                 |
| Portogallo           | 1                 |
| Regno Unito          | 7                 |
| Spagna               | 2                 |
| Stati Uniti          | 4                 |
| Svezia               | 2                 |
| Svizzera             | 2                 |
| Ungheria             | 3                 |

### Classifiche di fine anno
| Classifica (1998) | Posizione |
| ----------------- | --------- |
| Austria           | 32        |
| Germania          | 79        |
| Regno Unito       | 32        |
| Classifica (1999) | Posizione |
| Australia         | 23        |
| Austria           | 3         |
| Belgio (Fiandre)  | 10        |
| Belgio (Vallonia) | 11        |
| Danimarca         | 2         |
| Francia           | 17        |
| Germania          | 1         |
| Nuova Zelanda     | 11        |
| Paesi Bassi       | 20        |
| Regno Unito       | 48        |
| Stati Uniti       | 17        |
| Svizzera          | 9         |

### Classifiche di fine decennio
| Classifica (1990-99) | Posizione |
| -------------------- | --------- |
| Austria              | 43        |

## Date di pubblicazione
Tutte le edizioni pubblicate dalla WEA e dalla Warner Bros. Records.
| Formato              | Paese       | Data di pubblicazione |
| -------------------- | ----------- | --------------------- |
| Standard             | Francia     | 22 ottobre 1998       |
| Standard             | Regno Unito | 26 ottobre 1998       |
| Standard             | Germania    | 2 novembre 1998       |
| Standard             | Canada      | 4 novembre 1998       |
| Standard             | USA         | 10 novembre 1998      |
| Versione giapponese1 | Giappone    | 23 febbraio 1999      |

1 contiene l'album standard più due remix.